# 모스크바 공방전
모스크바 공방전(러시아어: Битва за Москву, 영어: Battle of Moscow, 라틴어: Bitva za Moskvu)는 1941-1942년 가을과 겨울 사이에 소련의 수도 모스크바 근방에서 독일군과 소련군 사이에 벌어진 일련의 전투를 말한다. 이 전투는 독일군의 공격에 대한 소련의 모스크바 방위와 이후 반격으로 이루어진다. 히틀러는 소련의 가장 큰 도시이자 수도인 모스크바를 함락하는 것은 군사적, 정치적으로 매우 중요하다고 생각했다. 그래서 암호명 보탄 작전(Unternehmen Wotan)이라는 별도의 모스크바 공략작전이 계획되어 있었다.
원래의 바르바로사 작전에서는 모스크바 탈취를 소련 침공 후 3-4달 이내로 계획하고 있었다. 그러나 초기의 파죽지세도 불구하고 독일군의 진격은 소련군의 저항 때문에 늦춰졌다. 게다가 히틀러는 자원과 식량이 모여 있는 우크라이나와 코카서스 공략을 모스크바보다 우선순위에 둘 것을 강력히 주장하였다. 그래서 중앙집단군이 전격전의 핵심전력인 예하의 구데리안 기갑군을 키예프 공략을 위해 남부집단군으로 전속시켜 전력이 약화되었다. 그리하여 중앙집단군이 맡은 스몰렌스크 공략작전은 7월부터 9월까지 지속되어 2달간 모스크바 공략작전이 늦어졌다. 키예프와 스몰렌스크를 함락시킨 이후 남방전선으로 전속되었던 기갑부대의 재정비때문에 독일군의 공세는 일단 레닌그라드와 키예프에 이르는 전선에서 정지하였고, 모스크바 진격은 9월 30일이 되어야 재개되었다. 이 작전은 태풍 작전(Unternehmen Teifun)으로 명명되었다. 이 작전의 목표는 겨울까지 모스크바를 함락시키는 것이었다.
작전이 재개된 직후, 소련군의 수 개 야전군을 포위섬멸한 독일군은 모스크바 서쪽 120 km 근방의 모자이스크 방위선에서 일단 정지되었다. 도로와 들판을 진흙창으로 만든 라스푸티차 때문에 추축군의 차량과 인마는 전진할 수가 없었기 때문이다. 가을 장마가 끝난후 찾아온 추위는 땅을 얼어붙게 만들어 독일군은 전진을 재개할 수 있었지만, 독일군은 이제 지금껏 겪어보지 못한 추위와 강화된 소련군의 저항과 다시 한번 맞닥뜨려 험난한 길을 나서게 되었다.
12월 초, 독일군의 첨병부대는 모스크바의 심장부이자 소련의 정부청사인 크레믈린에서 30 km 서쪽까지 진출하여 쌍안경으로 이를 확인할 수 있었으나, 추위와 약화된 전력때문에 더 이상 전진을 할 수가 없었다. 12월 5일, 소련군은 시베리아에 주둔했던 전력완비의 사단들을 모스크바 전선에 투입하여 독일군을 공격했다. 1942년 1월까지 소련군은 독일군을 100km까지 후퇴시켜 모스크바에 대한 위협을 제거하였다.
모스크바 공방전은 독소전쟁에서 가장 중요했던 전투의 하나로 꼽힌다. 이는 소련이 처음으로 독일의 공세를 좌절시켜 수도를 지켜냈기 때문이다. 또한 이 전투는 쌍방의 인명손실이 100만명을 넘는 참혹한 결과를 내어, 제2차 세계 대전의 최대 규모의 전투의 하나로 꼽힌다. 모스크바 공방전은 독일군이 1939년 이래 처음으로 대규모로 패퇴한 전투로 독일군 역사상 하나의 전환점이 된다. 독일군은 1941년 9월의 옐르냐 공세와 로스토프 공방전에서 패퇴하게 되지만(이 패퇴때문에 남방집단군 총사령관 룬트슈테트는 해임되었다), 이 전투들은 모스크바에 비하면 작은 규모였다.

## 배경

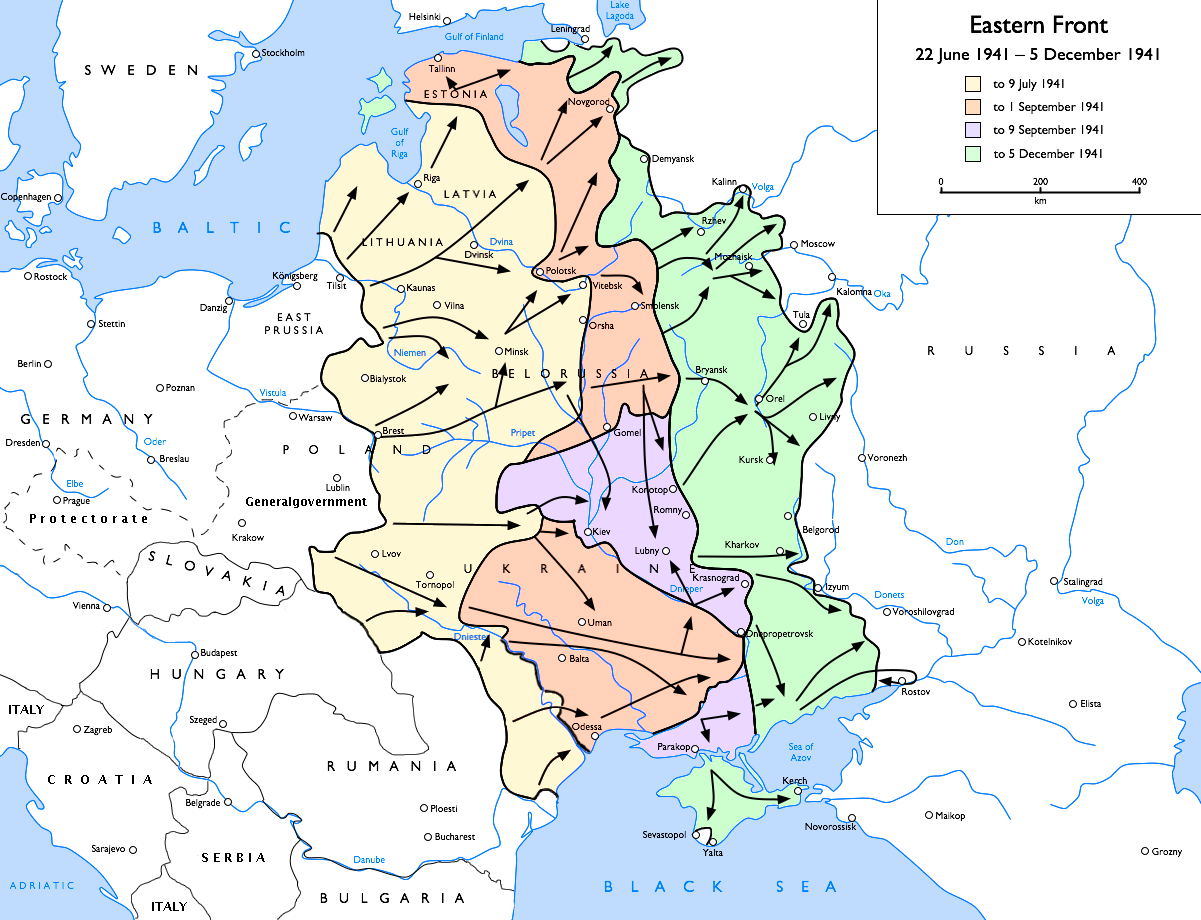
모스크바 공방전 당시의 독일 공세:
초기 독일 국방군의 공세 (1941년 7월 9일까지)
후속 공세 (1941년 9월 1일까지)
키에프 전투와 민스크 포위 공세 (1941년 9월 9일까지)
최종 독일 국방군 공세 (1941년 12월 5일까지)

### 2차세계대전
1939년 8월 나치 독일은 소련과 상호불가침조약을 체결한 후, 같은해 9월에 폴란드를 침공하여 제2차 세계대전을 일으켰다. 다음해에 독일은 공중폭격과 기갑부대의 기동력을 앞세워 속전속결로 덴마크, 노르웨이, 유고슬라비아, 그리스를 수중에 넣은 후, 네덜란드 지역으로 우회하여 마지노선을 무력화시키며 프랑스를 공격했다. 영국과 프랑스 등으로 이루어진 연합군은 독일군 방어에 실패하며 됭게르크 철수작전을 통해 6월 4일부로 유럽 대륙에서 철군하였고, 독일군은 6월 14일에 파리를 점령하였다.
헝가리, 루마니아, 불가리아, 이탈리아가 독일측에 가담하면서 북아프라카에서 전투가 시작되었으며, 1940년 9월에 독일, 이탈리아, 일본이 3국동맹을 맺었다. 나치 독일은 영국과 화해정책을 수립하려 했으나 뜻을 이루지는 못하자 소련이 영국과 연대하는 것을 저지하기 위해서 소련에 대한 선제공격을 계획하였다.

### 바르바로사 작전
1941년 6월 22일, 독일군이 주축이 된 추축군(헝가리, 루마니아, 핀란드)은 소련을 침공했다. 폭격으로 소련공군을 지상에서 분쇄한 독일군은 전격전 전술에 따라 깊게 소련 영내로 파고들었다. 이 작전은 기갑부대가 양갈래로 전선을 돌파하고 후속부대의 포위를 통해 고립지대 내의 소련군을 섬멸하는 것이다. 독일군의 주 공세는 세 갈래로 나뉘어 중앙집단군은 모스크바를 향해 진격했고, 북방집단군은 레닌그라드로, 남방집단군은 우크라이나로 각각 향했다. 소련군의 방위선은 독일군의 공세앞에 무력했고 병력 및 장비의 손실은 막대했다.
1941년 7월까지 중앙집단군은 소련군 수개의 야전군을 민스크 근방에서 포위섬멸하여 (비아위스토크-민스크 전투) 소련군의 방위선에 커다란 돌파구를 만들었다. 이것은 소련의 서부전선군의 붕괴를 뜻했으며 동원가능한 예비병력이 부족한 소련이 즉각 메우기에는 너무나 큰 것이었다. (이 패배로 스탈린의 진노를 산 서부전선군 총사령관 파블로프 상급대장은 모스크바로 송환되어 처형되었다.) 그래서 독일군은 모스크바의 천연방어막인 드네프르강을 매우 적은 병력 손실로 도하할 수 있었다.
1941년 8월, 독일군은 모스크바로 향하는 교통의 요지인 스몰렌스크를 함락시켰다. 스몰렌스크는 역사적으로 모스크바로 통하는 "열쇠"로 간주되었는데, 이것은 드비나 강, 드네프르강을 포함한 몇 개의 강을 가로지르는 다리를 보유하고 있어서 가교건설 없이도 육상부대의 진격을 가능케 했기 때문이었다. 절박한 소련군의 스몰렌스크 방위는 7월10일부터 9월 10일까지 두달간 계속되었다. 치열했던 스몰렌스크 전투때문에 독일군의 전격전은 9월중순까지 분쇄되어, 중앙집단군은 전략 예비사단의 반(24개 중 10개)을 투입할 정도였다.
다른 곳에서도 독일군의 진격은 둔화되었다. 레닌그라드 근방에서는 북방집단군의 공세는 루가 방위선에서 한달간 지체된 끝에 겨우 돌파될 수 있었다. 헝가리군과 루마니아군을 포함한 남부집단군은 훈련, 장비나 숙련도에서 다른 독일군 부대에 비해 열세였기 때문에 소련군의 몇번의 반격을 받고 진격을 멈췄다. 독일 국방군은 이제 딜레마에 빠졌다. 중부집단군은 모스크바까지 진격할 만한 충분한 전력을 갖추고 있었지만, 만약 이렇게 전진한다면 러시아 중부에 커다란 돌출부를 만들어 소련군의 측면공격에 노출될 위험이 있었다. 더욱이, 히틀러에 따르면 독일은 우크라이나의 식량과 광물을 절실히 필요로 하고 있었다. 그러므로, 우선 우크라이나 방면의 돈바스 지역을 점령하고 후에 모스크바로 진격하도록 명령이 내려졌다. 중부집단군의 하인츠 구데리안의 기갑군은 룬트슈테트가 지휘하던 남부집단군의 키예프 공략을 지원하기 위해 남쪽으로 향했다. 키예프 함락은 소련군에게 큰 타격이었다. 9월 19일, 게오르기 주코프와 알렉산드르 바실레프스키는 각각 스탈린에게 키예프에서 철수할 것을 권유했지만, 스탈린은 이를 완강히 거부했다. 이런 스탈린과 의견충돌때문에 주코프는 총참모장 직에서 해임되었지만, 그의 예상은 맞아 떨어졌다. 소련군 수개 야전군은 독일군의 양갈래 협공전법에 포위섬멸되고, 독일군은 남방으로의 진격로를 뚫었다.
이러한 추축국의 결정적 승리에도 불구하고, 키예프 전투는 모스크바로 향할 전격전을 상당일 지체시켰다. 구데리안이 후에 이렇게 회상했다.
"키예프는 탁월한 전술적 승리였지만, 전략적으로 과연 의미있었는지는 아직도 의문이다. 이젠 겨울 이전, 아니 가을장마 이전에 목표를 달성할 수 있는 우리의 능력에 모든것이 달려있었다."
히틀러는 아직까지도 독일군이 모스크바를 점령함으로써 겨울 이전에 전쟁을 끝낼 것으로 믿고 있었다. 1941년 10월 2일, 중앙집단군은 보크의 지휘하에 모스크바로 향한 최종공세를 개시하였다. 히틀러는 "태풍작전"으로 명명된 이 작전이 개시된 직후, "공격개시 3개월후에 우리는 마침내 겨울전에 적을 분쇄할 기회를 가지게 되었다. 모든 가능한 돌파가 이루어졌다...; 오늘 올해의 최후의 전투를 시작하게 되었다."고 말했다.
한편, 소련의 정부 중심지는 이미 모스크바를 떠나 쿠이비셰프(지금의 사마라)는 도시로 정부를 중심지로 옮겼다.

## 독일의 초기공세 (9월 30일-10월 10일)

### 작전 계획
히틀러에게 있어서 모스크바야말로 가장 중요한 군사적, 정치적 목표였다. 그는 모스크바가 함락되면 바로 소련 연방은 붕괴할 것이라고 생각했다. 당시 독일육군 총참모장이었던 프란츠 할더는 1940년에 "가장 좋은 해법은 모스크바에 대한 직접 공세이다"라고 썼다. 그래서 이 도시가 세 갈래의 집단군 중 가장 규모가 크고 장비가 좋은 중부집단군의 주된 목표였던 것이다. 태풍작전에 동원된 병력은 3개 기갑군(2,3,4기갑군)과 제2항공군의 지원을 받는 3개 야전군 (2,4,9군)이었다. 전체적으로 100만이 넘는 병력에 1,700대의 전차, 14,000 문의 야포, 950대의 항공기를 보유하고 있었다. 이 공격은 표준적인 전격전술을 사용하여 두갈래의 기갑군이 소련군의 방어진을 돌파하여 쐐기를 박고 병력을 포위하여 섬멸하도록 계획되었다
독일군의 초기 작전계획은 두 개의 초기 기동으로 이루어졌다. 첫 번째는 양갈래 돌파로 뱌지마 근방에서 소련군의 서부 전선군과 예비전선군을 포위하는 것이었다. 두 번째는 단일돌파로 브랸스크 전선군을 포위하고 브랸스크를 점령하는 것이었다. 여기서부터 또 하나의 북쪽과 남쪽으로부터의 신속한 양갈래 돌파로 모스크바를 포위하는 것이었다. 그러나 독일군은 벌써 병참보급의 문제점을 드러내고 있었다. 예를 들어 구데리안은 후에 회고록에서 작전 초기부터 파괴된 전차가 보충되지 않고, 기계화부대의 연료가 부족했다고 썼다.
독일군을 맞는 소련군은 3개 전선군이었는데, 이 부대들은 지난 몇 개월 동안 격전에서 소진된 야전군들로 이루어져 있었다. 모스크바 방위군의 전력은 총 1,250,000명의 병력, 1,000대의 전차, 7,600 문의 야포 및 677대의 항공기로 이루어져 있었다. 그러나 이 부대들은 양적으로는 독일군에게 의미있는 위협이 되었지만, 대부분의 부대가 단일방위선을 구성하도록 부적절하게 배치되어 있는데다가, 후방에는 거의 예비병력이 없었다. 바실레프스키는 회고록에서 소련의 즉각적인 방위전력은 잘 준비되고 있었지만, 이러한 배치의 오류때문에 독일군이 초반전에서 손쉽게 승리를 거두었다고 밝혔다. 더욱이 소련군의 대부분은 전투경험이 부족했고, 대전차장비와 같은 결정적 무기가 부족했으며 소련군의 전차들은 구식이었다.
소련군 지휘부는 시주위에 확장된 방위선을 구축하기 시작했다. 첫 번째로 르제프-뱌지마 방위선이 르제프 ~ 뱌지마 ~ 브랸스크 선을 따라 만들어졌다. 두 번째로 칼리닌과 칼루가 사이에 모자이스크 이중 방위선이 구축되었다. 마지막으로 모스크바 주위에 3중 방위환이 구축되어 모스크바 방위구역을 이루었다. 그러나 작전초기에는 아직도 독일군의 신속한 진격때문에 아직도 방어 준비는 대체로 불완전하였다. 더욱이, 독일군의 공격계획이 늦게 파악되어 9월 27일이 되어야 소련군 부대에 완전 방위태세의 명령이 하달되었다. 그러나, 볼가강 유역, 아시아, 우랄에서 새로운 소련군 사단들이 창설되고 있었고 이러한 사단들을 짧은시간안에 투입할 수 있는 것은 시간문제였다. 그래서 모스크바 방위전은 시간을 다투는 경주로 만들었다.

### 뱌지마-브랸스크 포위

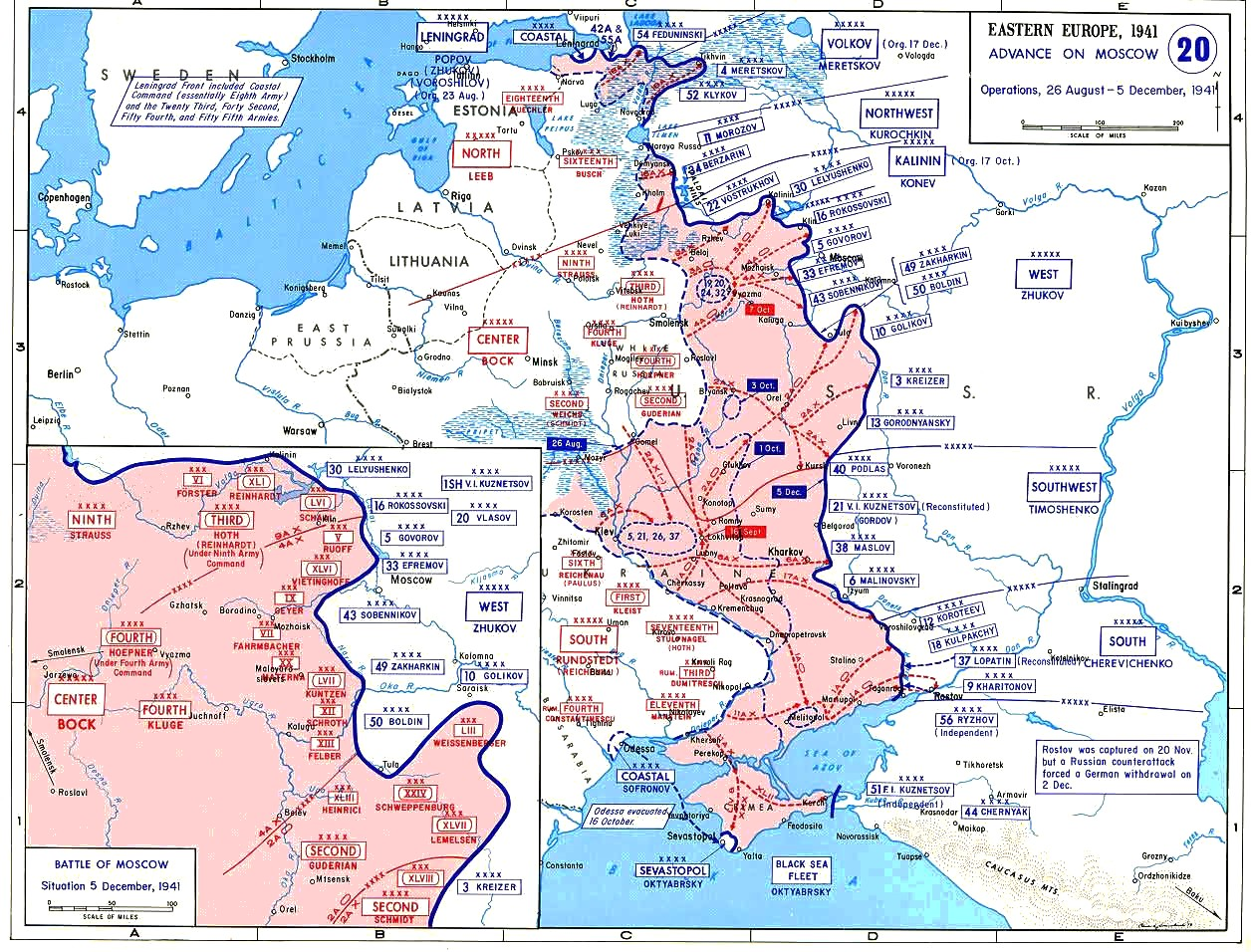
독일군의 태풍작전 공세.

뱌지마 근방에서 소련 서부전선군과 예비전선군은 고도로 기동화된 독일 제3, 제4 기갑군에게 순식간에 참패했다. 이 기갑군은 방위선의 약한 부분을 공략하여 신속히 소련군의 방위선을 돌파하여 배후로 쇄도했다. 아직도 건설 중이었던 방위망은 독일군 2개 기갑군이 10월 10일 뱌지마에서 조우하자 유린되었다. 4개의 소련 야전군 (19, 20, 24, 32 군)이 시의 서쪽에서 포위망에 갇혔다.
독일군의 예상과는 달리 포위된 소련군은 쉽게 항복하지 않았다. 그와는 반대로 전투는 치열하고 결사적이었다. 그래서 독일군은 모스크바 공략에 사용될 28개 사단을 소련군을 포위섬멸하는 데 사용해야만 했다. 포위되지 않은 소련군과 서부전선군과 예비전선군의 나머지는 후퇴하는 데 성공하여 모자이스크 방위선을 공고히할 수 있었다. 더욱이, 포위된 소련군의 일부는 소대단위부터 보병사단까지 부대단위로 탈출에 성공하여 완전히 섬멸되지 않았다. 뱌지마 근방의 소련군 저항은 소련군 최고사령부에 시간을 벌게 하여 모스크바 방위선에 4개 야전군(5, 16, 43, 49군)을 배치해 강화하고, 극동에 주둔중이던 3개 보병사단과 2개 전차사단을 수송할 수 있었다.
브랸스크 남방에서는 소련의 초기 대응이 뱌지마 방면보다 훨씬 효과적이었다. 독일 제2기갑군은 전진하는 제2군과 함께 모든 전선을 포위하는 기동을 하여 10월 3일 오룔, 10월 6일 브랸스크를 점령하였다. 소련군 제3, 제13군은 포위되었지만 또다시 항복하지 않았다. 그래서 이들은 집단으로 나뉘어 포위망을 탈출, 포니리와 므쩬스크 근방의 인접 방위선까지 후퇴하였다. 10월 23일까지 마지막 남은 부대가 포위망에서 탈출하였다.
10월 7일까지 이 방면에 대한 독일의 공세는 주춤해졌다. 첫눈이 내린후 녹아서 도로를 러시아어로 "라스푸티챠"로 불리는 진흙뻘로 만들었다. 독일군 기갑부대의 진격이 현저히 늦주어졌고, 사람과 전차를 탈진시켜 이른 기동을 할 수 없었다. 므쩬스크 근방에서 독일군 4기갑사단은 렐류센코와 카투코프가 지휘하는 소련군의 매복에 걸려 큰 피해를 입었다. 새로 생산된 T-34 전차가 독일군 전차부대가 앞을 지날때 숲속에서 모습을 드러낸 것이다. 이들은 보병의 엄호부대와 함께 독일군 4호 전차 대열의 양 측면을 물어뜯었다. 독일군에게 있어서 이 패배는 큰 충격이었기 때문에 수뇌부는 특별조사를 명령했다. 절망적이게도 구데리안과 그의 부대는 새로운 T-34가 대부분의 독일 전차포에 끄떡없다는 것을 발견했다. 구데리안이 썼듯이, "우리 4호 전차의 짧은 75mm 전차포는 후부엔진을 명중시켰을때만 T-34를 격파할 수 있었다". 구데리안은 회고록에서 "러시아인은 이미 몇가지를 배웠다."고 썼다. 다른곳에서도, 소련군의 대규의 반격이 독일군의 진격을 늦추었다.

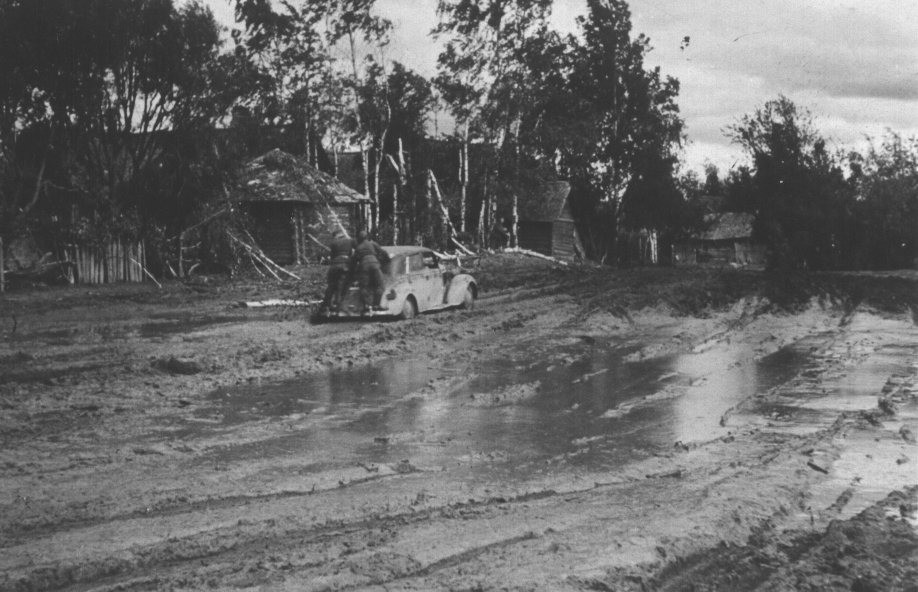
1941년 진흙뻘로 변한 소련도로.

소련의 초기 패배의 규모는 엄청났다. 독일군의 집계에 따르면 두개의 포위망에서 673,000명의 포로가 잡혔다. 최근의 연구에 따르면 이러한 집계가 낮아지긴 했지만, 그래도 514,000명의 포로가 잡혔고, 이 숫자는 소련군 병력의 41%에 상당했다. 그러나 결사적인 소련군의 저항은 독일군의 진격을 매우 늦추었다. 10월 10일, 독일군이 모자이스크 방위선이 보이는 시야까지 진출했을 때, 독일군은 완비된 소련군의 방어선과 새로운 소련군 부대를 발견할 수 있었다. 그날 주코프는 레닌그라드 방면에서 호출되어 모스크바 방위를 맡게 되었다. 그는 바실레프스키의 도움을 받아 즉시 가용할 수 있는 방위력을 모자이스크 방위선에 집중시켜 강화하도록 명령했다.
알려진대로 독일군의 진격에 대한 스탈린의 반응은 현실을 거부하고 소련군의 패배에 대한 속죄양을 찾는 것이었다. 그러나 그가 수도에 대한 위험을 깨달았을 때 히스테리에서 벗어났다. 10월 13일 그는 제한된 인원만 모스크바에 남고, 소련공산당, 참모본부, 그리고 여러 정부기관에게 모스크바를 떠나 쿠이븨셰프(오늘날의 사마라)로 소개할 것을 명령했다. 이런 소개는 모스크바 시민사이에서 패닉현상을 일으켰다. 10월 16일부터 10월 17일까지 많은 수의 시민이 가용할 수 있는 기차와 막히는 도로에 몰려들어 모스크바를 벗어나 피난가려고 했다. 이런것에도 불구하고 스탈린은 공개적으로 소련의 수도인 모스크바에 남아서 아수라장을 진정시키는 데 어느 정도 기여했다.

## 모자이스크 방어선 (10월 13일-10월 30일)
10일 13일 독일군은 모스크바에서 120km 떨어진 모자이스크 방어선에 도달했다. 이 방어선은 이중 방어진으로 급하게 건설되어 칼리닌에서부터 볼로콜람스크, 칼루가까지 연결되어 모스크바 서쪽을 방위하였다. 그러나 직전의 강화에도 불구하고 소련군 전체병력은 (5,16,43,49군) 겨우 9만명에 달해 독일군을 막기에는 역부족이었다. 이 상황에서 주코프는 4개의 주요지점을 강화하기로 결정했다. 그곳은 볼론콜람스크, 모자이스크, 말로야로슬라베츠, 칼루가였다. 뱌지마근방의 포위에서 대부분 섬멸당한 소련군 서부전선군 전체는 처음부터 다시 재건되었다.
모스크바는 시 자체가 요새화되었다. 주코프에 따르면 250,000명의 여성과 청소년들이 동원되어 전혀 기계장비 없이 3백만 입방미터의 흙을 파내, 모스크바 주위에 참호와 대전차진지를 건설했다. 모스크바의 공장은 급하게 군수공장으로 전환되었다. 자동차 공장은 기관단총을, 시계공장은 지뢰를, 초콜렛 공장은 야전식량을 생산했고, 자동차 수리소는 손상된 탱크와 군용차를 수리했다. 그러나 모스크바가 아직 독일기갑부대의 주파거리에 있었기 때문에 상황은 매우 위험했다. 더욱이 모스크바는 이제 대규모 공습의 목표가 되었다. 그러나 이러한 항공공습은 대규모의 대공포대와 민간인 소방대의 효과적인 작업으로 큰 피해를 입히지 못했다.
10월 13일(또는 다른 자료에 따르면 10월 15일) 독일군은 공세를 재개했다. 독일군은 처음에 소련군 방위선을 직접 공격하기를 꺼리고 북동의 칼리닌, 남쪽의 칼루가와 툴라의 약한 방위선을 밀어붙여 우회하려고 했다. 툴라를 제외하면 이 두 곳은 10월 14일에 함락되었다. 이런 초기 성공에 고무되어 10월 18일 독일군은 방위선에 대한 정면공격을 하여 치열한 전투끝에 10월 18일 모자이스크와 말로야로슬라베츠를, 10월 21일에는 나로프로민스크를, 10월 27일에는 볼로콜람스크를 각각 함락시켰다. 증가하는 측면의 위협때문에 주코프는 부대를 후퇴하여 나라 강 동안으로 철수했다.
남쪽에서는 독일 제2기갑군이 툴라를 향해 상대적으로 쉽게 전진하고 있었다. 이것은 모자이스크 방위선이 남쪽까지 뻗어있지 않고, 실질적인 소련군 병력이 없었기 때문이었다. 그러나 악천후가 독일군을 늦추기 시작했다. 또한 독일군은 연료부족과 손상된 도로, 교량때문에 구데리안 군은 툴라 외곽에 10월 26일이 되어야 도달할 수 있었다. 독일군은 처음에 툴라를 즉시 탈취하고 모스크바에 대한 양갈래 돌파공격을 행할 작정이었다. 그러나 첫 번째 툴라 공략은 실패로 끝났고 독일군은 소련 제50군과 민간인 자원병의 결사적 저항으로 멈추었다. 구데리안군은 10월 29일에 시의 시계 안에서 멈출 수 밖에 없었다.

## 모스크바에 육박한 독일군(11월 1일-12월 5일)

### 소모전
데이비드 글란츠(David Glantz)가 자신의 저서 "거인들의 대결 (When Titans Clashed)"에서 밝혔듯이, 10월 하순의 독일군과 소련군은 펀치드렁큰 현상에 걸린 권투선수로 비유할 수 있다. 즉, 상대방을 때려눕힐 힘을 상실한 채 불안정하게 서 있는 상태였다. 독일군은 소모전에 말려들어 전체 보유 차량의 1/3만 가동할 수 있었고, 보병사단은 전력을 1/3에서 1/2까지 상실한데다가 겨울에 필요한 의복이나 동계장비등을 보급할 수 없는 심각한 병참문제를 안고 있었다. 히틀러조차도 1939년 바르샤바 포위전에서 중무장 보병의 원호없는 기갑부대가 큰 손실을 본 것을 상기하여, 장기전으로 생각을 바꾼것처럼 보였다.
절망상태에 빠진 시민들의 사기를 고무시키기 위해서 스탈린은 10월혁명 기념일인 11월 7일에 붉은 광장에서 군사 퍼레이드를 실시하도록 명령했다. 퍼레이드에 참가한 소련군 부대는 크레믈린을 지나 바로 전선으로 행진했다. 그러나 이런 대담한 행사에도 불구하고 소련군은 매우 불안정한 처지에 있었다. 독일군의 공격이 예상되는 클린과 툴라 방면에 추가로 10만명의 병력이 증원되었지만, 소련군의 방위선은 아직 비교적 약했다. 예비병력이 없음을 지적하는 주코프의 반대에도 불구하고 스탈린은 독일군에 대해 몇가지 선제공격을 계획했다. 독일군은 이러한 반격을 대부분 격파할 수 있었고, 모스크바 방위에 사용될 소련군의 병력과 차량을 소진시켰다. 오직 성공한 공격은 알렉시노 근방이었는데, 여기서 중장갑의 T-34가 이를 격파할 수 있는 대전차포가 없는 독일 제4군에 상당한 피해를 주었다.
알렉시노 근방의 패배에도 불구하고 독일군은 병력과 장비면에서 소련군에 전체적으로 우위에 있었다. 독일군은 943,000명의 병력과, 1,500대의 전차, 그리고 650대의 항공기를 보유하고 있었고, 소련군은 겨우 500,000명의 병력과, 890대의 전차, 1,000대의 항공기로 줄어든 모습이었다. 그러나, 소련군 보병사단들은 시를 둘러싼 3중 방어망에 배치되어 10월에 비해 훨씬 작전상 유리한 위치에 있었고, 클린 근처에서는 모자이크 방위선의 생존부대가 남아있었다. 대부분의 소련군 야전부대들은 적어도 두개의 보병사단이 제형(사다리꼴) 편성을 이루는 다중 방위망에 편성되었다. 포병과 공병은 독일군이 사용할 것으로 예상되는 도로를 따라 집중되었다. 드디어 경험이 축적된 소련군 부대-특히 지휘관들-는 이제 공세에 대해 좀 더 대비할 수 있게 되었다.
11월 15일까지 땅은 완전히 얼어붙어서 진흙탕 문제는 해결되었다. 독일군 기갑사단들의 고삐는 풀렸고 모스크바를 포위하여 모스크바 동쪽의 노긴스크에서 합류하는 것을 목표로 공세가 시작되었다. 이 목표를 위해 다시 양갈래 돌파전법을 사용, 독일 제3, 제4 기갑군은 모스크바 저수지와 모자이스크 사이에 병력을 집중시킨다음 클린과 솔네츠노고르스크로 향해 북쪽으로부터 시를 포위하려고 했다. 남쪽에서는 제2 기갑군이 소련군 수중의 툴라를 우회하여 카쉬라와 콜롬마로 진격하여 최종적으로 노긴스크에서 북쪽으로부터 진격해온 갈래와 합류할 예정이었다.

### 최후의 양갈래돌파
11월15일, 독일 기갑군은 클린에 대한 공세를 시작했는데, 그곳에는 스탈린의 볼론콜람스크 방면의 반격명령을 위해 병력이 남쪽으로 이동하여 소련군의 예비병력이 없었다. 독일군의 초기공세는 이 전선군을 양분하여 소련군 16군과 30군을 분단시켰다. 며칠간 계속된 치열한 전투가 이어졌다. 주코프는 회고록에서, "적은 피해에도 아랑곳없이 모든 수단을 동원하여 모스크바로 진격하기 위해 정면공격을 행했다."고 밝혔다. 독일군의 노력에도 불구하고 다중방어선은 소련군의 피해를 감소시켜 16군은 천천히 후퇴했고 방위선을 돌파하려는 독일군을 지속적으로 괴롭혔다.
독일 제3기갑군은 격전끝에 11월 24일 클린, 그리고 다음날 솔네츠네고르스크를 점령하였다. 소련군의 저항은 아직 강했고, 전투의 향방은 아직 알 수 없었다. 후에 알려진대로, 스탈린은 주코프에게 모스크바가 성공적으로 방위될 수 있는지 공산당원답게 솔직히 이야기하라고 물었다. 주코프는 가능하지만, 예비병력이 절실히 필요하다고 대답했다. 11월 28일까지 독일 제7기갑사단은 최후의 주된 장애물의 하나인 모스크바-볼가 운하를 건너 교두보를 확보했고 크레믈린으로부터 35 km 근방까지 와 있었다. 그러나 소련 제1돌격군의 강한 반격을 받고 운하를 건너 후퇴했다. 모스크바의 북서쪽 방면의 독일군은 크라스나야폴랴나(로브냐)에 도달했다. 독일군 장교들은 망원경으로 소련 수도의 주요건물을 관측할 수 있었다. 그러나 소련 독일 양군은 모두 심하게 소모되어 어떤때는 일개 여단이 150명에서 200명의 소총수만을 보유하기도 했다. (일개 중대의 정원과 비슷했다)
툴라 근방의 남쪽에서는, 11월 18일 제2기갑군이 공세를 재개하여 시를 포위하려 시도하였다. 그러나 이 공세를 맡은 독일군은 지난 전투에서 심하게 손상을 입었고 아직까지도 동계의복이 없었다. 결과적으로 독일군의 초기공세는 일일 5–10 km 정도밖에 전진하지 못했고, 구데리안의 표현대로 성공의 기회는 불확실해져가고 있었다. 더욱이, 소련군 49군, 50군이 툴라 근방에서 독일 전차군의 측면을 공격하여 더욱더 진격 속도를 늦추었다. 그럼에도 불구하고 구데리안은 전광석화같은 공세를 계속할 수 있었고, 11월 22일에는 스탈리노고르스키를 점령하고 소련군 일개 보병사단을 포위했다. 11월 26일 독일 전차부대는 모스크바로 통하는 고속도로가 경유하는 카쉬라에 접근했다. 이에 대응하여 소련군의 격렬한 반격이 다음날 행해졌다. 몇 개의 보병여단과 전차집단이 지원하는 벨로프 지휘의 기병군단이 독일군을 카쉬라 근처에서 정지시켰다. 독일군은 12월 초에 시의 남쪽 출구만을 확보한채 뒤로 물러섰다. 툴라 자체는 방어진지에 포진한 결연한 군인과 민간인들에 의해 사수되었다. 남쪽에서는 독일군이 모스크바에 근접하지 못했다.
모스크바 북방과 남방의 저항때문에 12월 1일 독일군은 나로포민스크 근방에서 민스크-모스크바 고속도로를 따라 서쪽에 대한 정면공격을 행했다. 그러나 이 공격은 한정된 전차 지원하에서 소련군의 강력한 방위선을 공격하는 것이었다. 소련 제1 친위자동차화보병사단의 완강한 저항과 33군의 측면공격을 받아서 독일군은 1만명의 손실과 수십대의 전차를 잃고 4일후 후퇴했다.
12월 초까지 기온은 영하 15-20도 이하로 떨어져 러시아 기준으로는 상대적으로 심한 편은 아니었다 그러나 동계의복이 부족한 독일군과 이런 추위에 대한 설계가 고려되지 않은 독일 차량은 얼어붙었다. 독일군은 13만명이 넘는 동상환자가 발생했다고 보고되었다. 모든 포탄으로부터 얼어붙은 윤활액을 제거해야만 했고, 차량은 가동전에 한시간동안 예열시켜야 했다. 추축국의 모스크바 공략은 정지되었다. 구데리안은 일기에 "모스크바에 대한 공략은 실패했다... 우리는 병력과 기후뿐만 아니라 적의 역량을 과소평가했다. 운좋게도 나는 12월 5일 우리 부대를 정지시켰다. 그렇지 않았더라면 파국은 피할 수 없었을것이다."라고 썼다.

## 소련군의 반격

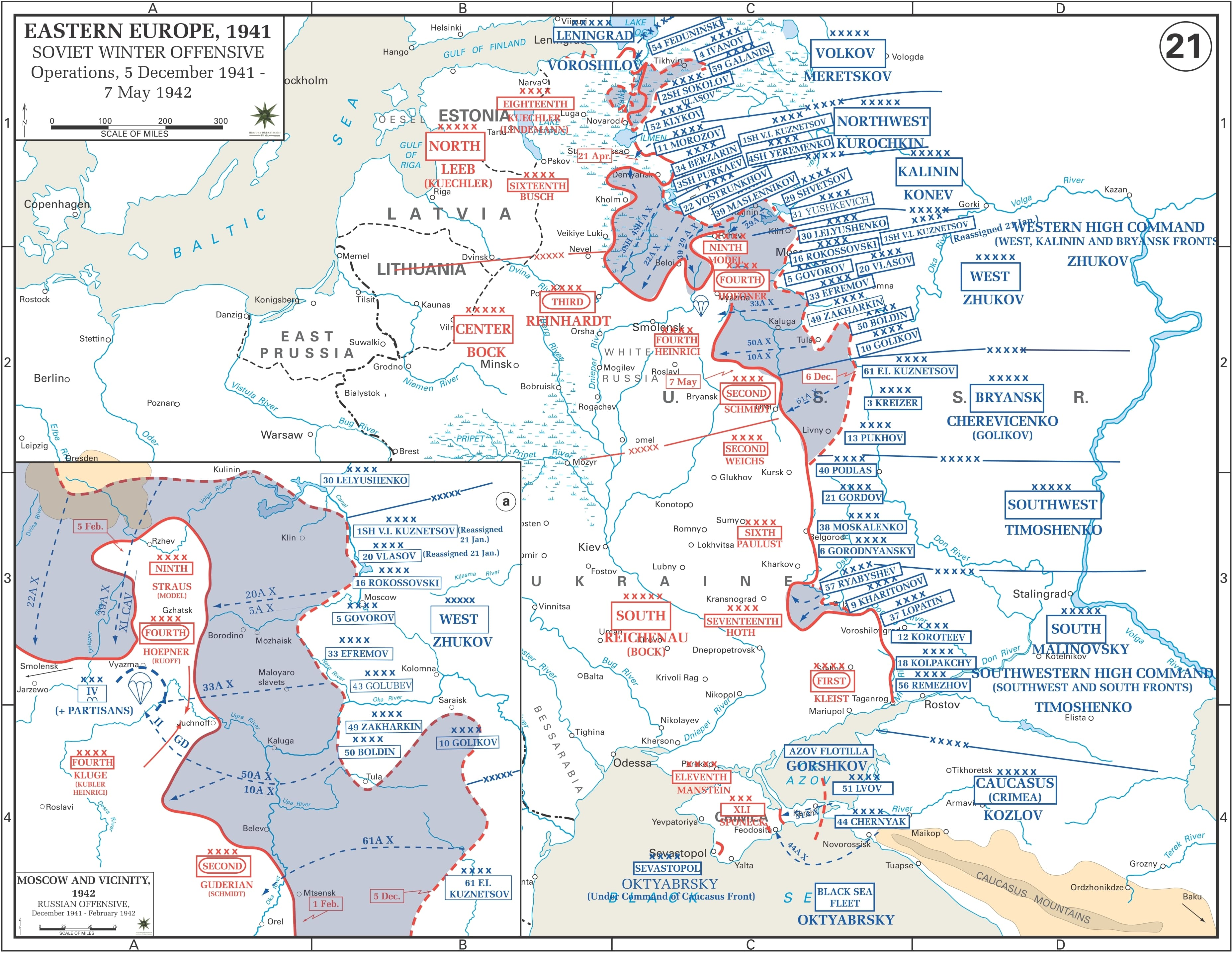
소련군의 반격 1941년 12월 5일 - 1942년 5월 7일

독일군의 공세가 정지되었지만, 독일 정보부대는 소련은 예비병력이 없고 반격은 불가능할 것이라고 예상했다. 이 예상은 오류로 드러났는데, 스탈린이 일본에 있던 간첩 리하르트 조르게가 일본이 소련을 공격하지 않을것이라는 보고를 해옴에 따라 시베리아와 극동으로부터 완비된 사단들을 모스크바 방면으로 배치했기 때문이었다. 소련군은 바실레프스키와 주코프가 세운 반격계획을 스탈린이 승인한 12월 초까지 58개 사단규모의 예비병력을 편성했다. 그러나 이런 새로운 예비병력을 가지고서도 작전에 동원된 소련군 병력은 독일군보다 조금 많은 1,100,000 명에 불과했다. 그럼에도 불구하고 용의주도한 부대 배치로 주요 지점에서는 2:1의 병력비 우위를 가질 수 있었다. 12월 5일 칼리닌 전선군이 반격을 시작하였다. 이틀동안 조금 전진한 끝에 소련군은 모스크바 인근의 크라스나야폴랴나(로브냐)와 다른 몇 개 도시를 재점령했다.
같은 날 히틀러는 총통 지령 제39호에 서명했다. 이것은 독일군이 모든 전선에서 현재의 위치를 고수하라는 명령이었다. 그러나 독일군은 현재 위치에서 굳건한 방위태세를 조직할 수 없었고, 전선을 유지하기 위해 뒤로 물러설 수밖에 없었다. 구데리안은 공군의 한스 슈미트와 볼프람 폰 리히트호펜조차 현재의 위치를 사수할 수 없다는 것에 동의했다고 썼다. 12월 14일 독일 총참모장 프란츠 할더와 귄터 폰 클루게는 히틀러의 허락없이 오카 강 서안으로 제한된 철수를 허락했다. 12월 20일, 히틀러는 독일 고위 장성들과의 회의에서 이 철수를 취소하고 병사들에게 "필요하다면 곡사포탄을 사용해 참호를 파서" 위치를 고수하도록 명령했다. 구데리안은 추위로 인한 손실이 전투로 인한 손실보다 더 크다는 것과 동계장비가 폴란드에서 교통정체에 의해 지연되고 있다는 것을 지적하며 항의했다. 그럼에도 불구하고 히틀러는 현재의 전선을 고수하기를 주장했고 구데리안은 4기갑군 사령관 회프너와 9군 사령관 슈트라우스와 함께 크리스마스에 해임되었다. 보크도 공식적으로는 "질병 때문에" 면직되었다. 독일 육군 최고사령관인 발터 폰 브라우히치는 조금 이른 12월 19일 해임되었다.
그동안, 소련군의 공세는 계속되었다. 북쪽에서는 칼리닌 전선군이 서진함에 따라 클린과 칼리닌이 12월 15일,16일에 각각 해방되었다. 소련군 사령관 코네프는 독일 중앙집단군을 포위하려고 했으나 르제프에서 강한 저항을 받아서 일단 정지했고 1943년까지 지속되는 돌출부를 형성하였다. 남쪽에서도 공세는 순조로워 서남전선군이 12월 16일 툴라를 해방시켰다. 그러나 정면에서는 진전이 느려서 열흘정도의 격렬한 전투 끝에 12월 26일 나로포민스크를, 28일에는 칼루가를, 다음해 1월 2일에 말로야로슬라베츠를 해방시켰다. 소련군 예비병력은 급속히 저하되고 있었고 추위에 얼어붙고 소진된 독일군을 100-250Km정도 후퇴시킨 끝에 1942년 1월 7일 공세는 정지되었다. 이 승리는 독일군의 첫 번째 패배로서 소련의 사기를 충천시켰다. 소련을 빠른 일격에 해체시키려고 했던 계획이 실패한 후 독일군은 장기전을 준비하게 된다. 모스크바에 대한 전격전은 실패했다.

## 결과와 영향

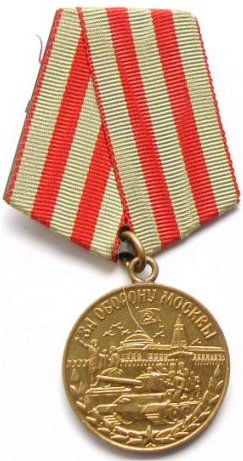
1944년 제정된 "모스크바방위" 훈장. 모스크바 공방전에 참여한 장병들에 수여됨.

소련군의 동계반격은 독일군을 모스크바로부터 몰아냈지만, 전선에 비교적 가까웠기 때문에 모스크바는 아직 위험하다고 생각되었다. 그러므로 모스크바는 독일군 공세의 초기 성공에 놀란 스탈린에게 있어 최우선적으로 방위해야할 목표였다. 일단 소련군 정부는 우선 모스크바를 떠나 쿠이비셰프(지금의 러시아 사마라) 라는 도시로 정부를 옮겼다. 특히 소련군의 초기 반격은 독일군 중부집단군의 수 개 사단이 고수하던 르제프 돌출부를 제거하는 데 성공하지 못했다. 소련군은 르제프 돌출부에 대해 즉시 수차례 공격을 했지만 (르제프 전투) 매번 양측에 큰 손실을 입힌반면 전선은 교착상태에 이르렀다. 소련의 손실은 50만명에서 100만명에 이르고 독일군 손실은 30만 명에서 45만 명에 이를 것이라고 추정된다. 1943년 초가 되어야 독일군은 전선이 서부로 이동함에 따라 이 돌출부에서 물러섰다. 그럼에도 불구하고 1943년 스몰렌스크 전투에서 드네프르강 상류 좌안과 스몰렌스크 육교에서 결정적으로 독일 중부집단군이 물러나는 1943년 10월까지 모스크바는 확실히 안전하다고 말할 수 없었다.
히틀러는 모스크바 점령작전이 실패한데 격노하여 육군총사령관 브라우히취를 1942년 12월 19일 해임하고 자신이 직접 그 자리에 취임하였다. 이를 통해 군사적 결정을 효과적으로 집행하고 자신에 고분고분 하지 않은 장교들을 통제할 수 있게 되었다. 더욱이, 히틀러 자신은 경험이 전무하거나 아주 적은 참모장교들에 둘러싸여 있었다. 구데리안은 회고록에서 "이것은 우리들(총통과 나)을 서먹하게 했고, 이 서먹한 관계는 후에 다시 회복되지 못했다."고 썼다. 이것은 고위 장교들에 대한 히틀러의 불신임을 증가시켰고, 이것은 독일국방군에게있어 치명적이었다. 독일군은 이제 대비가 안된 지구전의 전망에 맞닥뜨리게 되었다. 추축국이 붕괴되지는 않았지만 전투는 전체적으로 쓰라린 패배였고, 이것은 소련에 대한 독일의 신속하고 결정적인 승리에 대한 기대를 완전히 끝장냈다.
1941년 6월 이래 처음으로 소련군은 독일군의 진격을 정지시켰고 물러서게 했다. 그러나 이것은 스탈린을 지나치게 자신감에 충만하게 하여 공세를 확장시키게 했다. 1942년 1월 5일 크레믈린에서 열린 군사회의에서 스탈린은 모스크바 근방, 레닌그라드, 남부러시아를 포괄한 대규모의 춘계반격을 계획하고 있다고 밝혔다. 주코프는 이런 계획에 반대했지만 결국 실행되었다. 그러나 소련군의 부족한 예비병력과 독일군의 노련한 전술때문에 막대한 피해를 내고 궁지로 몰리게 되었다(르제프 전투). 그리고 제2차 하르코프 전투 패배, 독일군이 갇힌 데미안스크 고립지대 제거 실패, 레닌그라드 포위를 뚫으려던 블라소프군의 패배등의 일련의 실패가 계속되었다. 결과적으로 이런 패배들은 오히려 독일군의 성공적인 남부공략과 스탈린그라드 전투로 이어진다. 그럼에도 불구하고 모스크바 사수는 추축군 침략자에 대한 소련군 저항의 상징으로 자리매김하게 되었다. 이것을 기념하기 위해 1965년 유럽전승리 기념일 20주년에 영웅 도시의 칭호를 받았다. "모스크바 방위" 훈장은 1944년 제정되어 전투에 참여한 병사, 시민, 소련 파르티잔에 수여되었다.

## 쌍방 손실
모스크바 공방전중의 독일군과 소련군의 손실은 각기 여러자료들의 다른 추정치로 논란의 대상이 되어왔다. 그리고 모든 역사가들이 모스크바 공방전의 기간 설정에 동의하는 것도 아니다. 대체로 전투의 시작을 1941년 9월 30일(때때로 10월 2일)의 태풍작전 개시일로 보는 것이 일반적인 반면, 공방전의 종료일에 대해서 두가지 다른 설이 있다. 특히 에릭슨같은 사람과 글란츠는는 르제프 공세를 이 전투의 범위에서 빼서, 1942년 1월 7일을 종료일로 잡아 사상자 수를 적게 계산하였다. 르제프와 뱌지마 작전을 작전의 범위에 넣은 역사가들은 좀 더 사상자수를 높게 추산한다. 르제프 작전이 1942년 1월 8일 시작되어 이전의 전투들로부터 휴지기 없이 전투가 계속되었으므로 이런 태도는 이해될 만하다.
여러 자료에 따른 사상자의 수치도 상당한 차이가 존재한다. 에릭슨은 그의 책 "바르바로사(Barbarossa: The Axis and the Allies)"에서 1941년 10월과 1942년 1월 사이에 소련군은 653,924 명의 인명손실을 냈다고 밝혔다. 글란츠는 그의 책 "거인들의 대결"에서, 방위 국면에서만 658,279 명의 손실을 냈고 1월 7일의 동계반격에서 370,955 명의 손실을 더 냈다고 서술했다. 1973-1978년에 출판된 소련대백과사전에서는 1942년 1월까지 400,000명의 독일군 손실을 기록했다. 또다른 추정으로는 1997년에 출판된 "모스크바 백과사전"이 있다. 이 책의 저자는 방위국면에서 145,000명의 독일군과 900,000명의 소련군 손실을, 그리고 1월 7일까지의 반격에서 103,000명의 독일군과 380,000명의 소련군 손실을 기록했다. 그러므로 1941년 9월 30일부터 1942년 1월 7일까지의 총손실은 독일군 248,000 명에서 400,000명 (GSE / Moscow encyclopedia estimate) 소련군 650,000명에서 1,280,000명으로 추정할 수 있다.(Erickson / Moscow encyclopedia estimate).

## 같이 보기
- 동장군

## 참고 문헌
본문은 영어 위키백과의 본문을 대부분 그대로 번역한 것이므로 영어 위키백과의 참고자료를 소개한다.
- Braithwaite, Rodric. Moscow 1941: A City and Its People at War. London: Profile Books Ltd, 2006 (hardcover, ISBN 1-86197-759-X).
- Collection of legislative acts related to State Awards of the USSR (1984), Moscow, ed. Izvestia.
- Moscow Encyclopedia, ed. Great Russian Encyclopedia, Moscow, 1997, entry "Battle of Moscow"
- Belov, Pavel Alekseevich (1963). Za nami Moskva. Moscow: Voenizdat.
- Erickson, John; Dilks, David (1994). Barbarossa: The Axis and the Allies. Edinburgh: Edinburgh University Press. ISBN 0-7486-0504-5.
- Glantz, David M.; House, Jonathan M. (1995). When Titans clashed: how the Red Army stopped Hitler. Lawrence: University Press of Kansas. ISBN 0-7006-0717-X.
- Guderian, Heinz (1951). Erinnerungen eines Soldaten. Heidelberg: Vowinckel.
- Jukes, Geoffrey (2002). The Second World War: The Eastern Front 1941–1945. Oxford: Osprey. ISBN 1-84176-391-8.
- Prokhorov, A. M. (ed.) (1973–1978). Great Soviet Encyclopedia. New York: Macmillan.
- Reinhardt, Klaus. Moscow: The Turning Point? The Failure of Hitler's Strategy in the Winter of 1941–42. Oxford: Berg Publishers, 1992 (hardback, ISBN 0-85496-695-1).
- Vasilevsky, A. M. (1981). Lifelong cause. Moscow: Progress. ISBN 0-7147-1830-0.
- Zhukov, G. K. (1971). The memoirs of Marshal Zhukov. London: Cape. ISBN 0-224-61924-1.